# Жи-Парана (микрорегион)

Жи-Парана на карте.

Жи-Парана (порт. Microrregião de Ji-Paraná) — микрорегион в Бразилии, входит в штат Рондония. Составная часть мезорегиона Восток штата Рондония. Население составляет 295 466 человек на 2010 год. Занимает площадь 25 090,472 км². Плотность населения — 11,78 чел./км².

## Демография
Согласно сведениям, собранным в ходе переписи 2010 г. Национальным институтом географии и статистики (IBGE), население микрорегиона составляет:
| Полное население                             | Полное население                             | Полное население                             | Полное население                             | 295 466 |
| -------------------------------------------- | -------------------------------------------- | -------------------------------------------- | -------------------------------------------- | ------- |
| в том числе:                                 | Городское население                          | 202 912                                      | Процент городского населения, %              | 68,68   |
|                                              | Сельское население                           | 92 554                                       | Процент сельского населения, %               | 31,32   |
|                                              | Мужское население                            | 148 522                                      | Процент мужского населения, %                | 50,27   |
|                                              | Женское население                            | 146 944                                      | Процент женского населения, %                | 49,73   |
| Плотность населения, чел/км²                 | Плотность населения, чел/км²                 | Плотность населения, чел/км²                 | Плотность населения, чел/км²                 | 11,78   |
| Население микрорегиона в % к населению штата | Население микрорегиона в % к населению штата | Население микрорегиона в % к населению штата | Население микрорегиона в % к населению штата | 18,91   |

## Состав микрорегиона
В составе микрорегиона включены следующие муниципалитеты:
1. Говернадор-Жоржи-Тейшейра
2. Жару
3. Жи-Парана
4. Миранти-да-Серра
5. Нова-Униан
6. Ору-Прету-ду-Уэсти
7. Тиоброма
8. Президенти-Медиси
9. Тейшейрополис
10. Урупа
11. Вали-ду-Параизу